# Gabriel Brazão
Gabriel Nascimento Resende Brazão (sinh ngày 5 tháng 10 năm 2000 tại Uberlândia, Brasil), là một cầu thủ bóng đá người Brasil hiện đang chơi ở vị trí Thủ môn cho câu lạc bộ U17 Cruzeiro Belo Horizonte,  Inter Milan và Đội tuyển bóng đá U-17 quốc gia Brasil.